# Pedro Pascal
José Pedro Balmaceda Pascal (Santiago de Chile, 2 de abril de 1975), conocido como Pedro Pascal, es un actor de cine, teatro y televisión, actor de voz y director de escena chileno, nacionalizado estadounidense, conocido por interpretar al príncipe Oberyn Martell en la serie de televisión Game of Thrones (2014), a Javier Peña en Narcos (2015–2017) de Netflix; a el Mandaloriano en la serie The Mandalorian (2019–2023), y por la serie The Last of Us (2023–2025) de HBO, donde interpreta a Joel Miller. En cine, ha protagonizado grandes blockbuster como Wonder Woman 1984 (2020), Gladiator II (2024) o The Fantastic Four: First Steps (2025).
Nominado al Premio Globo de Oro, a los Premios Primetime Emmy y ganador de un Premio del Sindicato de Actores; en 2023, la revista Time le nombró una de las 100 personas más influyentes del mundo.

## Biografía
Pascal nació en Santiago de Chile. Su madre era la chilena Verónica Pascal, psicóloga infantil, y su padre es el chileno José Balmaceda, médico de fertilidad. Es el segundo de cuatro hijos, un hermano y dos hermanas, la actriz y activista transgénero Lux Pascal y la productora Javiera Balmaceda.
Su familia y ascendencia está ligada a los orígenes de la nación chilena, pues es descendiente directo de Mateo de Toro Zambrano, el presidente de la Primera Junta Nacional de Gobierno de Chile del 18 de septiembre de 1810, séptimo abuelo de Pascal (novena generación). Es descendiente del jugador y entrenador chileno de fútbol Fernando Riera, conocido por haber obtenido el tercer lugar con la selección de fútbol de Chile en la Copa Mundial de Fútbol de 1962
Los padres del actor fueron simpatizantes del presidente Salvador Allende, y estuvieron involucrados en el movimiento de oposición contra la dictadura militar de Augusto Pinochet alrededor de la fecha de su nacimiento. Además, su madre Verónica Pascal era prima de Andrés Pascal Allende, sobrino del presidente Salvador Allende, y dirigente del MIR (Movimiento de Izquierda Revolucionaria).
Poco después de su nacimiento, su familia obtuvo asilo político en la embajada de Venezuela en Santiago y posteriormente en Dinamarca donde vivieron un tiempo. Posteriormente se trasladaron a Estados Unidos. Pascal se crio en San Antonio (Texas) y en el Condado de Orange (California). Practicó natación competitiva durante su infancia, llegando a participar en los campeonatos estatales de Texas a la edad de once años, pero dejó la natación después de ingresar en clases de teatro.
Se mudó a Nueva York en 1993 y ha vivido allí desde entonces. Estudió arte dramático en la Orange County High School of the Arts y la Tisch School of the Arts de la Universidad de Nueva York.
Mientras estudiaba en la Universidad de Nueva York, su padre estuvo involucrado en un escándalo en la clínica de fertilidad del condado de Orange que dirigía con otros dos hombres, como resultado de lo cual su padre, madre y dos hermanos menores regresaron a Chile. Su madre falleció poco tiempo después. Luego de su muerte, Pascal comenzó a usar el apellido de su madre profesionalmente tanto en honor a ella como porque dijo que los estadounidenses tenían dificultades para pronunciar su primer apellido, Balmaceda.

## Carrera

### 1996–2014: Inicios y primeros papeles
| "Mi visión era que si no tenía una gran experiencia para los veintinueve años, se acababa. Así que reconsideraba constantemente lo que significaba dedicar mi vida a esta profesión y renunciaba a la idea de que fuera como la imaginaba de niño. Había muchísimas buenas razones para dejar atrás esa ilusión." —Pascal en una entrevista a Deadline Hollywood. |

Pascal ha aparecido en series de televisión como Buffy, la cazavampiros, The Good Wife y Graceland. También apareció en la tercera temporada de Homeland, en septiembre de 2013.
En junio de 2013, fue contratado para interpretar a Oberyn Martell, la «Víbora Roja», en la cuarta temporada de la serie de HBO Juego de tronos, y también como el agente del FBI Marcus Pike en la serie El mentalista.
También tiene una extensa experiencia en teatro, como director y actor. Recibió el Premio del círculo de críticos de LA y el Premio Garland por su interpretación de Phillip en la obra Orphans y ha actuado en obras clásicas y contemporáneas en todo el país norteamericano. Ha actuado en las obras Maple and Vine de Jordan Harrison, Beauty of the Father de Nilo Cruz, Based on a Totally True Story de Roberto Aguirre-Sacassa, Sand de Trista Baldwin, Old Comedy de David Greenspan, Some Men de Terrence McNally y el Macbeth producido en 2006 por Shakespeare in the Park. Es miembro de la LAByrinth Theater Company de New York.

### 2015–2020: Popularidad y expansión

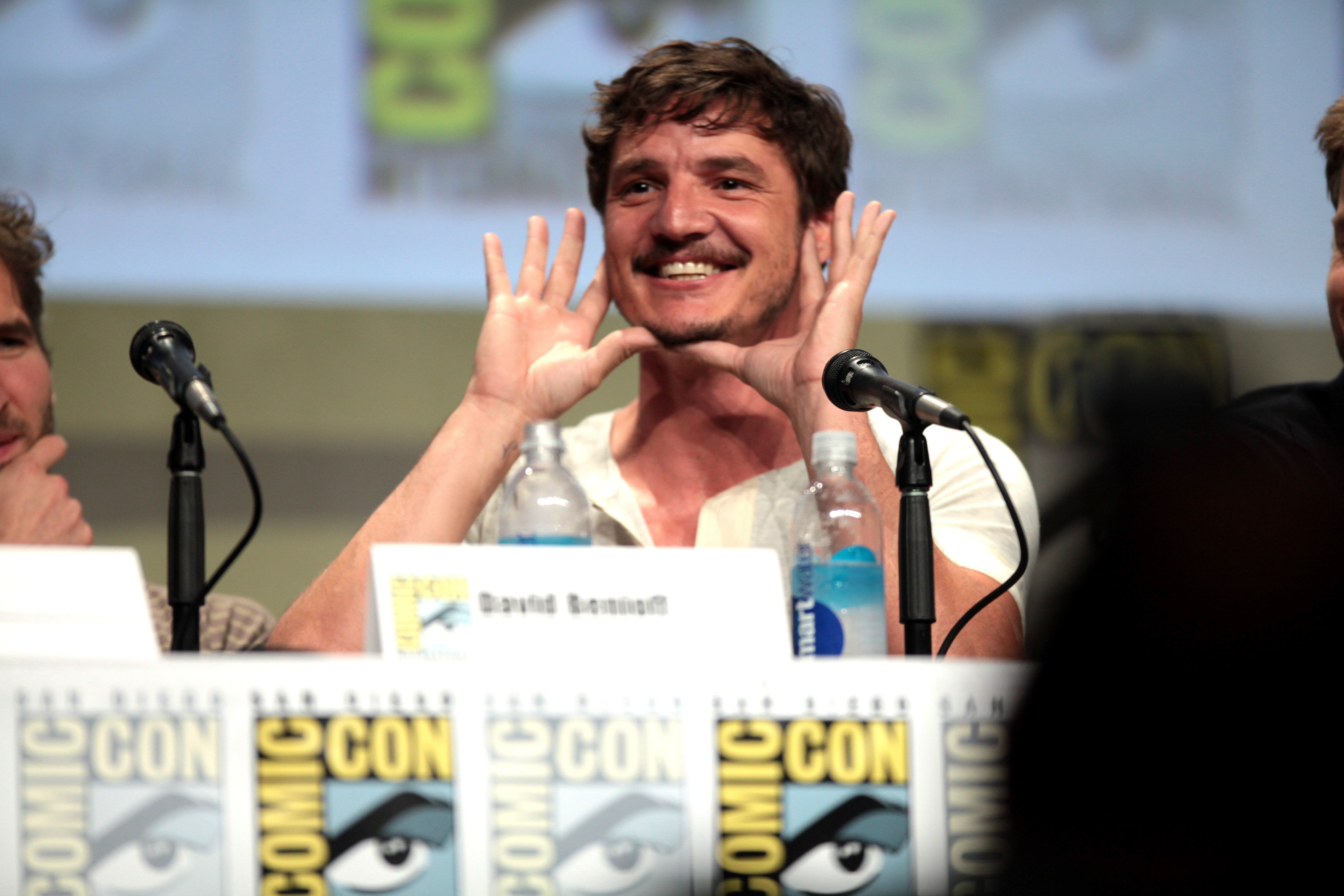
Pascal en la San Diego Comic Con de 2014.

En 2015 protagonizó la película de vampiros, Bloodsucking Bastards, como Max. En abril, Pascal coprotagonizó con Heidi Klum, el video musical de Sia, «Fire Meet Gasoline».
Desde agosto de 2015 a septiembre de 2017, interpretó durante tres temporadas al agente de la DEA, Javier Peña, en la serie de Netflix Narcos. En el verano de 2017, la firma española Loewe, lo escoge como imagen de su perfume Solo.
En 2017, interpretó al agente Whisky en Kingsman: The Golden Circle de Matthew Vaughn y al mercenario Pedro Tovar en The Great Wall. En 2018, Pascal coprotagonizó como Dave York, el principal antagonista de la película de thriller, The Equalizer 2, protagonizada por Denzel Washington.
En noviembre de 2018, se anunció que formaría parte del reparto de la serie de Disney+, The Mandalorian, la primera serie de acción en vivo de Star Wars. Finalmente estrenada en 2019 y dando vida al protagonista. En 2019, también interpretó a Francisco «Catfish» Morales en el drama de atraco de Netflix, Triple Frontier. Ese mismo año, hace su debut en Broadway en la obra de teatro King Lear con Glenda Jackson y Ruth Wilson.
En diciembre de 2020, se estrenó Wonder Woman 1984 la novena entrega del Universo extendido de DC (DCEU) dirigida por Patty Jenkins y donde Pascal le da vida a Maxwell Lord.

### 2021–presente: Estrellato y reconocimiento

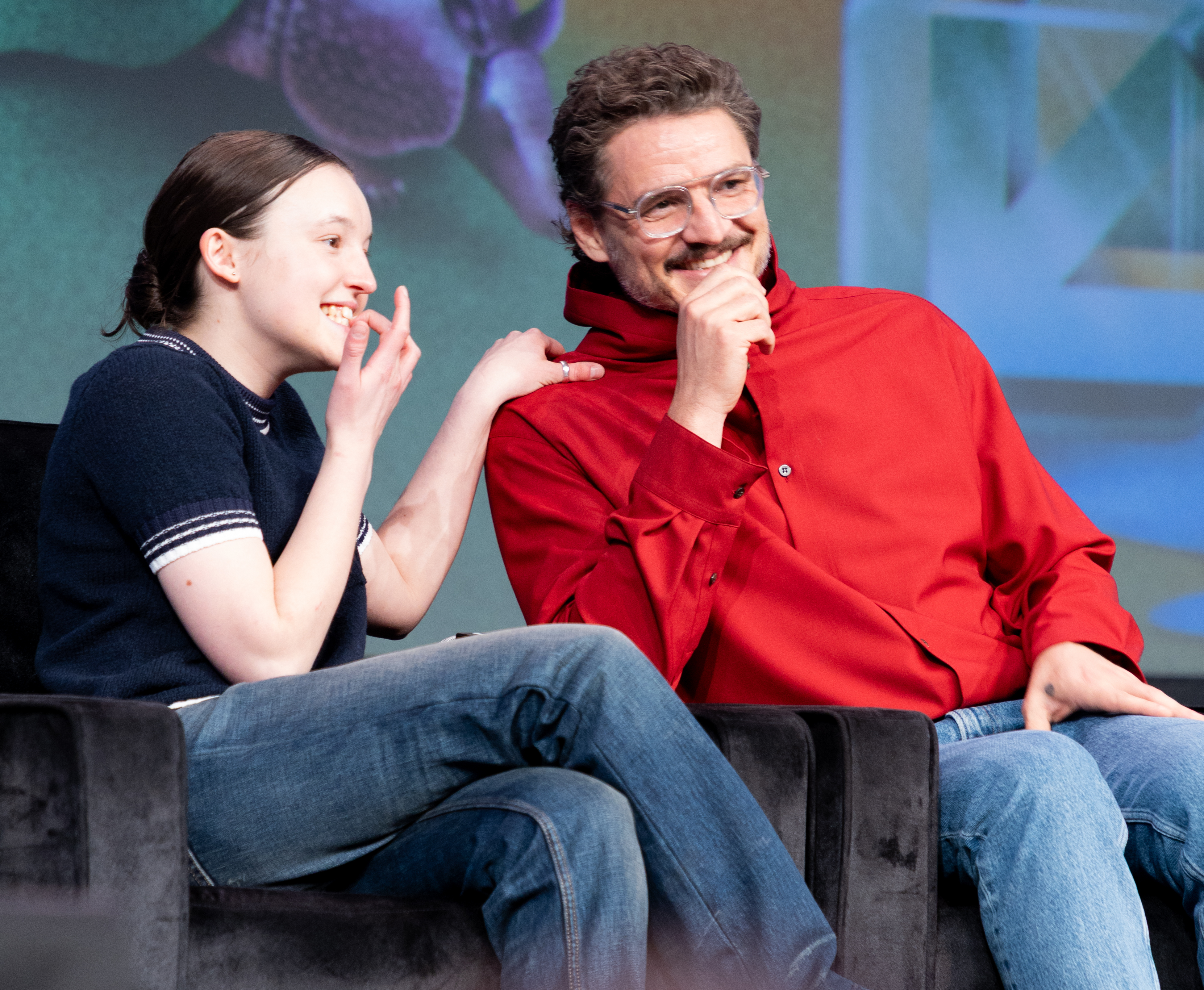
Pascal y Bella Ramsey en el evento SXSW de 2025.

En febrero de 2021, se anunció que Pascal había sido elegido para interpretar a Joel Miller en la serie de televisión de HBO, The Last of Us, basada en la serie de videojuegos del mismo nombre, la cual se estrenó el 15 de enero del 2023.
En 2022, coprotagonizó The Unbearable Weight of Massive Talent junto a Nicolas Cage, y fue parte del elenco de la comedia La burbuja, dirigida por Judd Apatow. Además rodó un cortometraje, junto a Ethan Hawke, titulado Extraña forma de vida (2023), del director Pedro Almodóvar. El cortometraje, fue estrenado en mayo de 2023 en el Festival de Cannes. Pascal previamente había expresado su admiración y sus ganas de trabajar con Almodóvar.
Al año siguiente, participó como anfitrión en un episodio de la temporada número 48 de Saturday Night Live. El invitado musical en aquella ocasión fue la banda británica Coldplay. En abril de ese año, fue escogido por la revista Time como una de las 100 personas más influyentes del mundo. Además fue confirmado en el reparto de la película de Ethan Coen, Drive-Away Dolls (2024). Apareció como actor de doblaje en la película de anmiación, The Wild Robot, interpretando a Fink. En noviembre, protagonizó la segunda entrega de Glatiator (2000), la secuela titulada  Gladiator II, de Ridley Scott. También interpretó a Clint en la película dramática, Freaky Tales (2024).
Fue seleccionado para interpretar a Reed Richards / Sr. Fantástico, superhéroe de Los 4 Fantásticos en la película Los Cuatro Fantásticos: primeros pasos (2025), perteneciente al Universo Cinematográfico de Marvel, personaje que también encarnará en los largometrajes Avengers: Doomsday (2026) y Avengers: Secret Wars (2027).
En 2025, coprotagonizó la comedia romántica, Materialists (2025) de Celine Song, junto a Dakota Johnson y Chris Evans. Además, protagonizó la película dramática de western del director Ari Aster, como Ted Garcia. Eddington (2025) fue estrenada en el Festival de Cannes en mayo del mismo año. También protagonizará la película de cine negro, Tropico (2025) como Marcos.

## Vida personal
Cuando Pascal se mudó a Nueva York en 1993, se hizo amigo de la actriz Sarah Paulson y del también actor Oscar Isaac. Trabajó junto con este último en el musical fuera de Broadway, Beauty of the Father. Se identifica como agnóstico y es un defensor de los derechos LGBT.
El 23 de noviembre de 2021 hizo público su respaldo al candidato de frente amplio Gabriel Boric en las elecciones presidenciales de Chile de 2021 a través de sus redes sociales.

## Filmografía

### Cine
| Año  | Título                                  | Papel                          | Notas            | Ref. |
| ---- | --------------------------------------- | ------------------------------ | ---------------- | ---- |
| 2005 | Hermanas                                | Steve                          |                  |      |
| 2011 | The Adjustment Bureau                   | Maitre D' Paul De Santo        |                  |      |
| 2015 | Bloodsucking Bastards                   | Max                            |                  |      |
| 2016 | The Great Wall                          | Pedro Tovar                    |                  |      |
| 2017 | Kingsman: The Golden Circle             | Jack Whiskey                   |                  |      |
| 2018 | The Equalizer 2                         | Dave York                      |                  |      |
| 2018 | If Beale Street Could Talk              | Pietro Álvarez                 | Sin acreditar    |      |
| 2018 | Prospect                                | Ezra                           |                  |      |
| 2019 | Triple Frontier                         | Francisco «Catfish» Morales    |                  |      |
| 2020 | Wonder Woman 1984                       | Maxwell Lord                   |                  |      |
| 2020 | We Can Be Heroes                        | Marcus Moreno                  |                  |      |
| 2022 | The Unbearable Weight of Massive Talent | Javi Gutiérrez                 |                  |      |
| 2022 | The Bubble                              | Dieter Bravo                   |                  |      |
| 2023 | Extraña forma de vida                   | Silva                          | Cortometraje     |      |
| 2024 | Drive-Away Dolls                        | Santos                         |                  |      |
| 2024 | Freaky Tales                            | Clint                          |                  |      |
| 2024 | The Wild Robot                          | Fink                           | Actuación de voz |      |
| 2024 | Gladiator 2                             | Marcus Acacius                 |                  |      |
| 2025 | Materialists                            | Harry                          |                  |      |
| 2025 | Eddington                               | Ted Garcia                     |                  |      |
| 2025 | The Fantastic Four: First Steps         | Reed Richards / Mr. Fantástico |                  |      |
| 2025 | Tropico                                 | Marcos                         | Posproducción    |      |
| 2026 | The Mandalorian & Grogu                 | Din Djarin / El Mandaloriano   | Posproducción    |      |
| 2026 | Avengers: Doomsday                      | Reed Richards / Mr. Fantástico | Posproducción    |      |

### Televisión
| Año       | Título                            | Papel                        | Notas                             |
| --------- | --------------------------------- | ---------------------------- | --------------------------------- |
| 1999      | Undressed                         | Greg                         | 3 episodios                       |
| 1999      | Buffy the Vampire Slayer          | Eddie                        | Episodio: «The Freshman»          |
| 2000      | Touched by an Angel               | Ricky                        | Episodio: «Stealing Hope»         |
| 2001      | NYPD Blue                         | Shane "Dio" Morrissey        | Episodio: «Oh Golly Goth»         |
| 2001      | Earth vs. the Spider              | Chico gótico                 | Película de televisión            |
| 2006      | Law & Order: Criminal Intent      | Reggie Luckman               | Episodio: «Weeping Willow»        |
| 2006      | Without a Trace                   | Kyle Wilson                  | Episodio: «Candy»                 |
| 2008      | Law & Order                       | Tito Cabassa                 | Episodio: «Tango»                 |
| 2009      | Law & Order: Criminal Intent      | Kevin "Kip" Green            | Episodio: «The Glory That Was...» |
| 2009–2011 | The Good Wife                     | Nathan Landry                | 6 episodios                       |
| 2010      | Nurse Jackie                      | Steve                        | Episodio: «Twitter»               |
| 2011      | Lights Out                        | Omar Assarian                | 4 episodios                       |
| 2011      | Brothers & Sisters                | Zach Wellison                | 2 episodios                       |
| 2011      | Law & Order: Special Victims Unit | Agente especial Greer        | Episodio: «Smoked»                |
| 2011      | Charlie's Angels                  | Frederick Mercer             | Episodio: «Angels in Paradise»    |
| 2011      | Burn Notice: The Fall of Sam Axe  | Comandante Veracruz          | Película de televisión            |
| 2012      | Body of Proof                     | Zack Goffman                 | Episodio: «Falling for You»       |
| 2012      | CSI: Crime Scene Investigation    | Kyle Hartley                 | Episodio: «Malice in Wonderland»  |
| 2013      | Nikita                            | Liam                         | Episodio: «Aftermath»             |
| 2013      | Red Widow                         | Jay Castillo                 | 4 episodios                       |
| 2013      | Homeland                          | David Portillo               | Episodio: «Tin Man Is Down»       |
| 2013–2014 | Graceland                         | Juan Badillo                 | Recurrente; 11 episodios          |
| 2014      | The Mentalist                     | Marcus Pike                  | 6 episodios                       |
| 2014      | Game of Thrones                   | Oberyn Martell               | 7 episodios                       |
| 2015–2017 | Narcos                            | Javier Peña                  | Elenco principal; 30 episodios    |
| 2019–2023 | The Mandalorian                   | Din Djarin / El Mandaloriano | Protagonista; 24 episodios        |
| 2020      | Home Movie: The Princess Bride    | Iñigo Montoya                | Elenco principal (miniserie)      |
| 2022      | The Book of Boba Fett             | Din Djarin / El Mandaloriano | 3 episodios                       |
| 2023–2025 | The Last of Us                    | Joel Miller                  | Protagonista; 14 episodios        |

### Videos musicales
| Año  | Artista(s)             | Título                         |
| ---- | ---------------------- | ------------------------------ |
| 2015 | Sia                    | "Fire Meet Gasoline"           |
| 2020 | Artists for We Are One | "Imagine (Quarantine Edition)" |

### Videojuegos
| Año  | Título       | Papel | Notas |
| ---- | ------------ | ----- | ----- |
| 2016 | Dishonored 2 | Paolo | Voz   |

## Premios y nominaciones
| Año  | Premio                              | Trabajo                                  | Categoría                                                                     | Resultado     | Ref.   |
| ---- | ----------------------------------- | ---------------------------------------- | ----------------------------------------------------------------------------- | ------------- | ------ |
| 2015 | Premios del Sindicato de Actores    | Game of Thrones                          | Mejor reparto en un drama                                                     | Nominado      | [ 63 ] |
| 2016 | Imagen Foundation Awards            | Narcos                                   | Mejor actor- Televisión                                                       | Nominado      | [ 64 ] |
| 2018 | Teen Choice Awards                  | Kingsman: The Golden Circle              | Premio Teen Choice a la mejor pelea                                           | Nominado      | [ 65 ] |
| 2019 | Fargo Film Festival                 | Prospect                                 | Mejor actor                                                                   | Ganador       | [ 66 ] |
| 2021 | Imagen Foundation Awards            | Wonder Woman 1984                        | Mejor actor - Película                                                        | Nominado      | [ 67 ] |
| 2021 | Critics' Choice Super Awards        | The Mandalorian                          | Best Actor in a Science Fiction/Fantasy Series                                | Nominado      | [ 68 ] |
| 2021 | MTV Movie & TV Awards               | The Mandalorian                          | Mejor dúo                                                                     | Nominado      | [ 69 ] |
| 2021 | MTV Movie & TV Awards               | The Mandalorian                          | Mejor héroe                                                                   | Nominado      | [ 69 ] |
| 2022 | Asociación de Críticos de Hollywood | The Unbearable Weight of Massive Talent  | Mejor actor de soporte                                                        | Segundo lugar | [ 70 ] |
| 2023 | MTV Movie & TV Awards               | The Last of Us                           | Mejor dúo (compartido con Bella Ramsey)                                       | Ganador       | [ 71 ] |
| 2023 | MTV Movie & TV Awards               | The Last of Us                           | Mejor héroe                                                                   | Ganador       | [ 71 ] |
| 2023 | Asociación de Críticos de Hollywood | The Last of Us                           | Mejor actor en una cadena de transmisión o serie por cable - Drama            | Ganador       | [ 72 ] |
| 2023 | Asociación de Críticos de Hollywood | Saturday Night Live                      | Mejor actor invitado en una cadena de transmisión o serie por cable - Comedia | Nominado      | [ 72 ] |
| 2023 | Premios Primetime Emmy              | The Last of Us                           | Mejor actor principal en una serie dramática                                  | Nominado      | [ 73 ] |
| 2023 | Premios Primetime Emmy              | Saturday Night Live                      | Mejor actor invitado en una serie de comedia                                  | Nominado      | [ 73 ] |
| 2023 | Premios Primetime Emmy              | Patagonia: Life on the Edge of the World | Narrador destacado                                                            | Nominado      | [ 73 ] |
| 2023 | Premios Globos de Oro               | The Last of Us                           | Mejor actor de serie dramática                                                | Nominado      | [ 74 ] |
| 2024 | Premios del Sindicato de Actores    | The Last of Us                           | Mejor reparto en un drama                                                     | Nominado      | [ 75 ] |
| 2024 | Premios del Sindicato de Actores    | The Last of Us                           | Mejor actor de televisión - Drama                                             | Ganador       | [ 75 ] |